# Crowd Control
Crowd Control är en singel med Nelly Furtado och Justin Timberlake. Först var inter Nelly säker på att den skulle släppas. Den är producerad av Timbaland, Justin Timberlake och Nelly Furtado och skriven av samma personer. 
Justin Timberlake tillkännagav år 2006 i MTV att han skulle släppa en singel med Nelly Furtado och att man skulle vänta på den på MTV. Nelly och Justin beskriver låten som en uptempad, sexig och "klubbig" danslåt.